# Belvedere, California
Belvedere este un oraș din comitatul Marin, statul California, Statele Unite ale Americii. Localitatea este situată la 1,5 mile (2,4 km) nord-est de Sausalito, California, la o altitudine de 36 de picioare (11 m). La recensământul din 2000, populația a fost 2125 loc., iar venitul pe cap de locuitor a fost 113.595 dolari, el fiind unul dintre orașele cu cel mai mare venit în California și ocupă locul 17 în Statele Unite.